# Бухарестський ботанічний сад
Бухарестський ботанічний сад (рум. Grădina Botanică din Bucureşti) — ботанічний сад у столиці Румунії Бухаресті.
Заснований у 1860 році і розташовувався поблизу медичного факультету університету Бухареста, займаючи в ті роки невелику територію близько 7 га. Але проіснував він там недовго, у 1874 році сад переїхав на нове місце, де розташовується зараз. Ініціатор перенесення, румунський ботанік професор Димітріє Бриндзе, який вважається засновником ботанічного саду, Одночасно з цим він став частиною університету. Для широкої публіки ботанічний сад відкрився у 1891 році після завершення будівництва оранжереї. Бухарестський сад пережив обидві світові війни, але з істотними втратами і руйнуваннями. У роки Першої світової війни на території ботанічного саду базувалися окупаційні німецькі війська, але істотної шкоди колекції рослин, а також наукової та викладацької роботи, завдала Друга світова війна. Відродження парку почалося в 1954 році, участь в цьому взяв Бухарестський університет.
Сад розташований на пагорбі Котрочень поблизу однойменного палацу. Ботанічний сад займає територію 17,5 га з оранжереєю в 4 тис. м², містить близько 10 тисяч видів рослин.